# نورت دام دي لوريته (كيبك)
نورت دام دي لوريته (بالإنجليزية: Notre-Dame-de-Lorette, Quebec)‏ هي بلدية محلية في كيبيك تقع في كندا في Maria-Chapdelaine Regional County Municipality. يقدر عدد سكانها بـ 189 نسمة ومساحتها 339.50 كم2 .